# Ticum (Tixkokob)
Ticum es una localidad del estado de Yucatán, México, en el municipio de Tixkokob.

## Toponimia
El nombre (Ticum) proviene del idioma maya.

## Localización
Ticum se encuentra al oriente de la población de Ekmul en el camino hacia Izamal.

## Infraestructura
- Una exhacienda todavía en funcionamiento.

## Galería

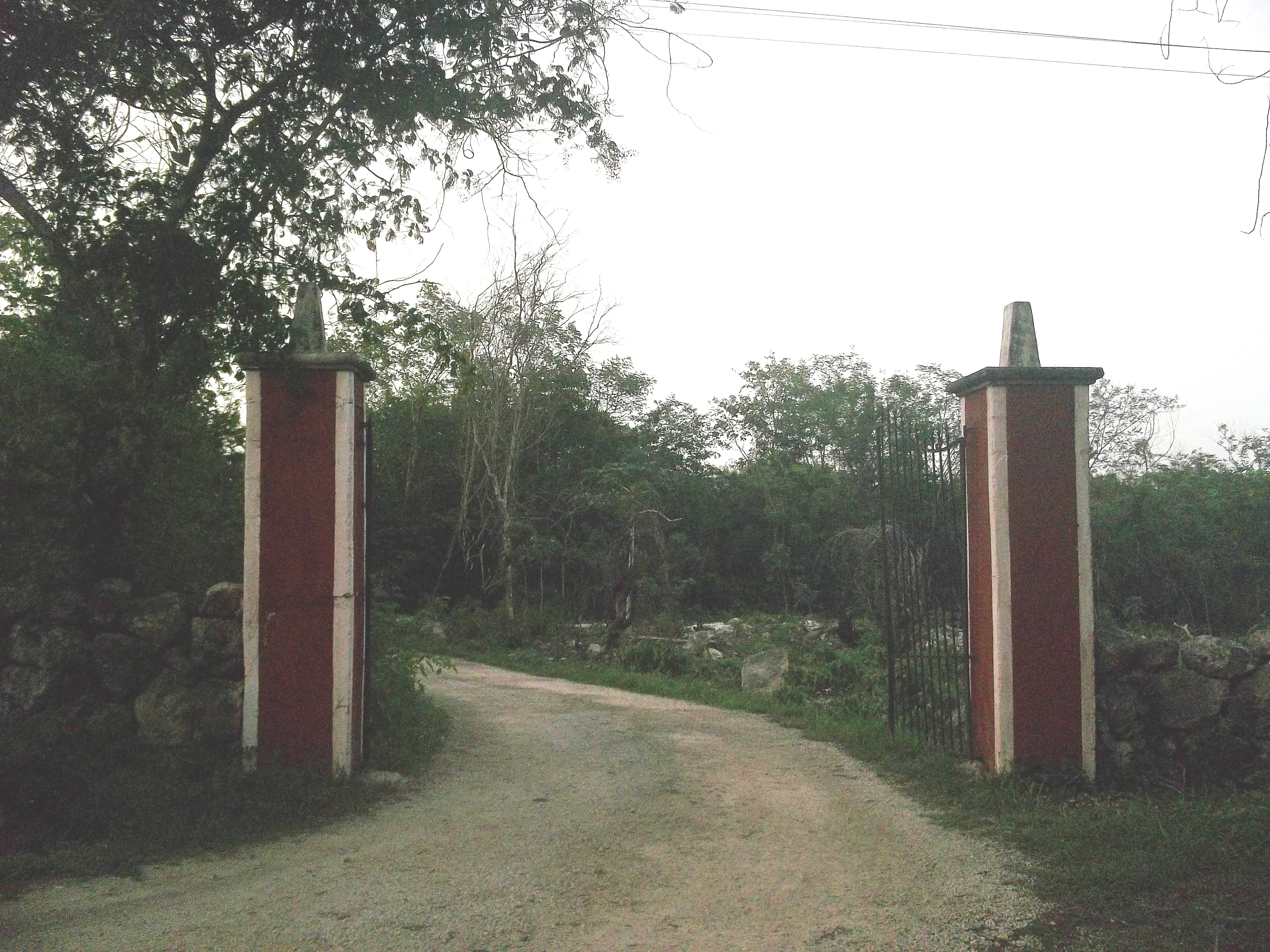
Entrada a Ticum.